# Dragoni
Dragoni là một đô thị ở tỉnh Caserta trong vùng Campania của Ý, có vị trí cách khoảng 50 km về phía bắc của Napoli và khoảng 20 km về phía bắc của Caserta. Tại thời điểm ngày 31 tháng 12 năm 2004, đô thị này có dân số 2.147 người và diện tích là 25,9 km².
Đô thị Dragoni có các frazione (đơn vị cấp dưới) Maiorano di Monte.
Dragoni giáp các đô thị: Alife, Alvignano, Baia e Latina, Liberi, Roccaromana.